# 美齿连蕊茶
美齿连蕊茶（学名：Camellia callidonta）为山茶科山茶属的植物。分布于中国大陆的云南等地，生长于海拔1,350米至1,800米的地区，多生长于常绿林，目前尚未由人工引种栽培。